# Vladimír Kudělka
Vladimír Kudělka (* 1985) je český výtvarník a tvůrce počítačových her, dvojnásobný držitel ocenění Česká hra roku. Vystudoval Ateliér multimédií na Fakultě výtvarných umění VUT v Brně. Jeho titul Rememoried obdržel ocenění Česká hra roku 2015 v kategorii Umělecký přínos české herní tvorbě, a titul Afterglitch v kategorii Audiovizuální zpracování za rok 2022. V roce 2023 se stal s hrou Afterglitch dokonce dvojnásobným finalistou prestižních ocenění IGF Awards udělovaných v americkém San Franciscu v kategoriích Excellence in Visual Art za výtvarné zpracování a Nuovo Award za celkovou inovaci. Svoji práci prezentoval na sympoziu v rámci mezinárodního festivalu Ars Electronica a získal s ní čestné uznání na festivalu A Maze v Berlíně.
Již dříve vytvořil spolu s výtvarníkem Vojtěchem Vaňkem Digitálium, rozměrnou interaktivní instalaci a digitální hru pro brněnské VIDA! science centrum, jejíž délka dosahuje téměř 30 metrů na ploše přes 200 m².